# The Cure
The Cure és una banda anglesa que va començar la seva carrera a la fi dels setanta amb l'edició de l'LP Three Imaginary Boys, en un moment musical conegut com a post-punk. És molt difícil de categoritzar The Cure en un sol estil musical prenent en compte el so de la banda al llarg de la seva dilatada carrera, ja que en alguns treballs es pot sentir un so clarament rock gòtic i dark, mentre que en d'altres es poden trobar melodies pop i certs tocs d'electrònica.
No obstant això, l'aparença estètica gòtica característica del líder de la banda, Robert Smith, sovint vestit amb roba negra i mostrant una cara pàl·lida i un llapis de llavis tacant-li la boca, afegit a lletres que sovint són introspectives i tenebroses, han fet que la banda sigui associada generalment amb el rock gòtic o dark.
Smith rebutja aquesta categorització i refusa d'enquadrar la banda dins d'un únic gènere.

## Discografia

### Àlbums d'estudi
- Three Imaginary Boys (1979)
- Seventeen Seconds (1980)
- Boys Don't Cry (1980), edició per als EUA de Three Imaginary Boys
- Faith (1981)
- Pornography (1982)
- The Top (1984)
- The head on the door (1985)
- Kiss Me, Kiss Me, Kiss Me (1987)
- Disintegration (1989)
- Wish (1992)
- Wild Mood Swings (1996)
- Bloodflowers (2000)
- The Cure (2004)
- 4:13 Dream (2008)
- Songs of a Lost World (2024)

### En directe
- Concert (1984)
- Entreat (1990)
- Show (1993)
- Paris (1993)

## Membres
- Robert Smith – veu principal, guitarres, guitarra de sis cordes, teclats (1978–present)
- Simon Gallup – baix, guitarrada de sis cordes, teclats (1979–1982, 1985–present)
- Roger O'Donnell – teclats (1987–1990, 1995–2005, 2011–present)
- Jason Cooper – bateria (1995–present)
- Reeves Gabrels – guitarres, guitarra de sis cordes (2012–present)

### Ex-membres
- Lol Tolthurst (1976-1989 i 2011)
- Michael Dempsey (1976-1979)
- Perry Bamonte (1990-2005)
- Matthieu Hartley (1979-1980)
- Phil Thornalley (1983-1984)
- Andy Anderson (1983-1984)
- Boris Williams (1984-1994)
- Porl Thompson (1976-1978, 1983-1993 i 2005-2010)